# Ann Hodges
Ann Elizabeth Fowler Hodges, (conhecida como Ann Hodges; Alabama, 2 de fevereiro de 1920 — Alabama, 10 de setembro de 1972) é reconhecida por ser o primeiro e único ser humano a ser atingido diretamente por um meteorito e sobreviver ao incidente.

## Incidente
Às 12h46min (no horário local) de 30 de novembro de 1954, um meteorito caiu pelos céus de Sylacauga, Alabama. Ele se dividiu em pelo menos 3 fragmentos, com um dos fragmentos caindo através de um telhado, atingindo e quicando em um rádio, em seguida, caindo na Sra. Hodges que estava cochilando em seu sofá. Ela lembrou que o meteorito atravessou seu telhado por volta das 14h, horário local, embora a hora oficial em que o meteorito voou pelo céu fosse 12h46. O meteorito deixou um buraco de um metro de largura no telhado de sua casa, ricocheteou em um rádio e atingiu-a ao redor de sua coxa e mão, causando-lhe um grande hematoma.
Sra. Hodges e sua mãe, que estava na casa no momento, pensaram que a chaminé havia desabado porque havia muita poeira e escombros. Assim que notaram a grande pedra, eles chamaram a polícia e o corpo de bombeiros. Seu marido, Eugene Hodges, voltou para casa mais tarde naquela noite, por volta das 18 horas, horário local, sem saber o que aconteceu com sua esposa. Sra. Hodges o informou, indicando que havia um "pouco de empolgação". Naquela noite ela não dormiu bem e acabou indo para o hospital no dia seguinte devido ao fato de estar angustiada com o incidente, e não com o ferimento físico, que foi dito ser apenas um grande hematoma na parte superior da coxa.

### Após o incidente
Membros da Base Aérea de Maxwell foram à casa de Hodges para examinar e confiscar o meteorito. Eles confirmaram sua identidade como um meteorito condrito, e o prefeito de Sylacauga, Ed J. Howard, originalmente pretendia entregá-lo ao Museu de História Natural do Alabama (AMNH) da Universidade do Alabama. O Sr. Hodges afirmou que tinha "evidências suficientes de que a coisa caiu na minha casa" e o meteorito foi finalmente devolvido aos Hodges. Embora o meteorito tenha atravessado a casa de Hodges e atingido a Sra. Hodges, o dono da casa, Birdie Guy, declarou o proprietário. Com uma longa batalha legal que durou um ano, Sra. Guy e os Hodges concordaram em um acordo de $ 500 e a Sra. Hodges foi capaz de manter o meteorito afirmando: "Acho que Deus o planejou para mim. Afinal, percebi".
Ann Hodges teve imensa, embora de curto prazo, notoriedade pelo incidente. Cerca de 200 repórteres estavam esperando para falar com ela do lado de fora de sua casa, a maioria dos quais indesejáveis. Ann foi convidada e compareceu ao programa "I've Got a Secret" apresentado por Garry Moore. Sra. Hodges também recebeu muitas cartas e perguntas de fãs, embora ela não as tenha respondido.
O Sr. Hodges indicou que recebeu várias ofertas pelo meteorito enquanto estava na Base da Força Aérea, mas não pôde aceitar ofertas porque o meteorito não estava em sua posse. Uma oferta, ele afirma, estava perto de US$ 5 500. No momento em que o meteorito foi devolvido a Ann, após a batalha legal com a Sra. Cara, eles não conseguiram encontrar um comprador depois que a empolgação do evento diminuiu. Em 1956, a Sra. Hodges decidiu vender o meteorito para o Museu de História Natural do Alabama, contra a vontade de seu marido, e como ele se lembra, por cerca de US$ 25.

## Morte e legado
Hodges morreu em uma casa de repouso de insuficiência renal em 10 de setembro de 1972. Seu ex-marido morreu em 2012.
O meteorito que voou pelo céu naquela noite foi batizado de meteorito Sylacauga e o fragmento que atingiu a Sra. Hodges foi apropriadamente chamado de Fragmento de Hodges. Outro fragmento do meteorito original foi vendido ao Smithsonian, enquanto o Fragmento de Hodges permanece em exibição no Museu de História Natural do Alabama. O rádio atingido pelo meteorito foi posteriormente emprestado ao AMNH em 2005 por Eugene Hodges, cinquenta anos após o evento do impacto.

O poema titular em Space Struck, de Paige Lewis, foi inspirado pelo evento, descrevendo suas consequências do ponto de vista de Hodges.